# Philip Zinckernagel
Philip Aksel Frigast Zinckernagel, född 16 december 1994, är en dansk fotbollsspelare som spelar för Standard Liège, på lån från Olympiakos.

## Karriär
Den 30 mars 2018 värvades Zinckernagel av Bodø/Glimt, där han skrev på ett treårskontrakt.
Den 1 januari 2021 värvades Zinckernagel av Watford, där han skrev på ett 5,5-årskontrakt. Den 7 augusti 2021 lånades Zinckernagel ut till Nottingham Forest på ett låneavtal över säsongen 2021/2022.
Den 24 juni 2022 värvades Zinckernagel av grekiska Olympiakos, där han skrev på ett treårskontrakt. I september 2022 blev Zinckernagel dock utlånad till belgiska Standard Liège på ett säsongslån.